# The Needles

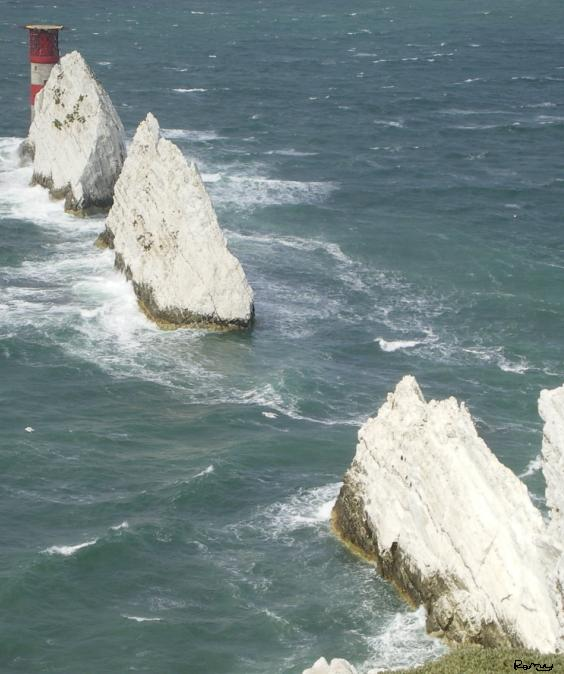
The Needles desde los acantilados en The Needles Battery

The Needles es una serie de tres stacks de creta que se alzan en el mar frente al extremo occidental de la isla de Wight, Inglaterra (Reino Unido), cerca de la bahía de Alum. Un faro diseñado por el ingeniero civil escocés James Walker lleva alzado sobre el extremo occidental de la formación desde 1859.
La formación toma su nombre del anterior pilar cuarto en forma de aguja (needle) llamado la "Mujer de Lot" que solía destacar en medio hasta que se cayó por una tormenta en 1764. El resto de rocas son todas cortas y achaparradas y no tienen en absoluto la forma de agujas, pero el nombre ha permanecido.
The Needles son presentadas en el programa de televisión del año 2005 Seven Natural Wonders como una de las maravillas de Inglaterra Meridional. The Needles están estrechamente unidas con la bahía de Alum, y un gran centro de atracción turística. Barcos que salen de la bahía de Alum ofrece vistas cercanas de los Needles y son muy populares. Las rocas y los faros se han convertido en iconos de la isla de Wight, y se encuentran representados en muchos de los souvenirs que se venden por toda la isla.